# Karen Summer
Karen Summer (22 luglio 1962 – Pompano Beach, 18 dicembre 2023) è stata un'attrice pornografica statunitense.

## Biografia e carriera
Karen Summer è cresciuta a Tarzana, quartiere di Los Angeles, ed ha lavorato come comparsa, scrittrice e assistente alla produzione di film pornografici prima di iniziare la carriera da attrice.
Introdotta nel settore da Jim Sur, ha fatto poi il suo primo servizio fotografico di nudo con Bobby Hollander nel 1982 a 20 anni.
Nel 1993 ha abbondato l'industria e si è dedicata alla carriera di ballerina di burlesque. Dopo oltre 20 anni, nel 2014 ha incontrato Nina Hartley che l'ha convinta a rientrare nel settore come attrice. L'anno seguente è stata inserita nella Hall of Fame sia dagli AVN che dagli XRCO Awards.
Colpita da un cancro al seno, Karen Summer è morta il 18 dicembre 2023 a seguito di una insufficienza polmonare.

## Riconoscimenti
- AVN Awards
  - 2015 – Hall Of Fame - Video Branch[8]

- XRCO Award
  - 2015 – XRCO Hall Of Fame[9]